# Деятельность С. И. Вавилова в Государственном оптическом институте (1932—1951)
Академик Сергей Иванович Вавилов работал в Государственном оптическом институте (ГОИ) с 1932 по 1951 год; до 1945 года занимал должность заместителя директора по научной части — научного руководителя института. Внёс большой вклад в развитие института и оптико-механической промышленности СССР.

## ГОИ в начале 1930-х годов
К моменту начала работы С. И. Вавилова в ГОИ основанный в декабре 1918 года институт был достаточно крупным по тем временам научным учреждением, насчитывающим около 240 сотрудников, из которых около 160 занимались непосредственно научными исследованиями и разработками.
Здесь были выполнены получившие широкое признание научные труды по физической оптике, атомной и молекулярной спектроскопии, разработана технология и организовано производство оптического стекла. Были проведены расчеты оптических систем для изготовления биноклей, рассчитаны объективы для микроскопов и киноаппаратов, начато изготовление отечественных оптических приборов.
В 1931 году ГОИ перешёл из ведения Главнауки Наркомпроса РСФСР в состав Центрального научно-исследовательского сектора Наркомтяжпрома СССР ВСНХ СССР. Это усилило его роль в создании оптико-механической промышленности страны и определяло ведущую роль института в разработке оптических приборов различного, в том числе военного назначения. В том же году приказом Наркомтяжпрома СССР ГОИ получил статус головного института в стране по оптике «методически организующего своим примером высокого уровня работ и своими действиями работу всех отраслей промышленности, в основе которых лежит оптика, и разрабатывающего новые, наиболее ответственные проблемы, на которых завтра промышленность должна строить новую технику».
В институте сложился научный коллектив из воспитанных в собственных стенах и приглашённых из других городов физиков, приборостроителей, технологов. Отдельные научные направления института возглавляли крупные ученые — кроме директора ГОИ, академика Д. С. Рождественского, здесь работали будущие академики И. В. Гребенщиков, А. А. Лебедев, В. П. Линник, А. Н. Теренин, В. А. Фок, члены-корреспонденты Академии наук Е. Ф. Гросс, Н. Н. Качалов, Т. П. Кравец, Д. Д. Максутов, А. И. Тудоровский, С. Э. Фриш, профессора В. К. Прокофьев, В. М. Чулановский и многие другие. Научная деятельность института была сосредоточена в шести отделах (секторах) — спектроскопическом (научном), оптотехническом, химическом (оптического стекла), фотометрическом, фотографическом и пирометрическом, а также в вычислительном бюро.

## С. И. Вавилов в ГОИ (1932—1951)
В начале 1930-х годов в научной биографии Сергея Ивановича Вавилова произошли важные события. 31 января 1931 года он был избран членом-корреспондентом, а уже 29 марта 1932 года — действительным членом Академии наук СССР.
К этому времени все возрастающие административные обязанности стали серьёзно мешать личной научной работе Д. С. Рождественского. В период 1925—1930 годов им были опубликованы всего две научные работы. В начале 1931 года он оставил научную и преподавательскую деятельность в Университете и начал подыскивать преемника на пост директора ГОИ. Наиболее подходящей кандидатурой был, по его мнению, один из самых авторитетных физиков страны, только что избранный в Академию наук Сергей Иванович Вавилов, с работами которого по определению энергетического выхода люминесценции он был знаком ещё с начала 1920-х годов. Однако, вышестоящее руководство, опасаясь повторения ситуации в случае назначения на административный пост крупного ученого, избрало компромиссный вариант. В апреле 1932 года директором ГОИ был назначен старый партийный работник И. И. Орловский, до этого помощник (заместитель) директора по административно-технической части, а С. И. Вавилов 1 сентября 1932 года приказом Председателя ВСНХ СССР Г. К. Орджоникидзе был назначен на должность заместителя директора ГОИ по научной части — научного руководителя института. В 1934 году он возглавил и Физический институт АН СССР (ФИАН), образованный путём разделения Физико-математического института Академии наук СССР соответственно на ФИАН и Математический институт имени В. А. Стеклова РАН. Оставив пост директора, Д. С. Рождественский сохранил за собой руководство только спектроскопическим сектором, и, таким образом, ответственность за научную деятельность ГОИ в целом легла на плечи С. И. Вавилова.

### Организационная деятельность
Придя в ГОИ, С. И. Вавилов поддержал намеченную Д. С. Рождественским программу дальнейшего развития института, как главного научно-исследовательского центра страны в области оптики и одновременно головного научного института оптико-механической промышленности. Не ослабляя внимания к научно-исследовательской деятельности ГОИ, С. И. Вавилов постоянно искал конкретные и наиболее эффективные пути тесной связи науки с нуждами производства, полагая, что учёные и научные организации в целом несут ответственность за технический уровень соответствующего производства и выпускаемой им продукции. Проведение этой линии встречалось с определёнными трудностями как субъективного, так и объективного характера.
С одной стороны, назначавшиеся после Д. С. Рождественского на пост директора ГОИ представители партийно-хозяйственной номенклатуры И. И. Орловский (1932—1933), М. О. Атрашевич (1933—1933), Л. А. Ольберт (1933—1936), В. А. Тихомиров (1936—1937), Д. П. Чехматаев (1937—1951) далеко не всегда понимали значение фундаментальных исследований, уделяя основное внимание прикладным разработкам.
С другой стороны, бурное развитие отечественной промышленности, широко использующей оптические приборы и методы, и, соответственно, оптико-механической отрасли остро нуждалось в научно-техническом руководстве и непосредственном участии специалистов института. Это требовало резкого увеличения численного состава института, организации новых научных и технологических подразделений, налаживания эффективных форм совместной работы с промышленностью. В этих условиях и Д. С. Рождественский, и С. И. Вавилов в своих статьях, выступлениях и на деле отстаивали «двуликость» института, то есть две одинаково важные стороны его деятельности — исследовательскую и отраслевую.
То, что эта проблема касалась не только ГОИ, но других научных учреждений, показало обсуждение работы ведущих физических школ, возглавляемых академиками Д. С. Рождественским и С. И. Вавиловым (ГОИ), А. Ф. Иоффе(ФТИ) и Л. И. Мандельштамом (МГУ) на сессии Академии наук СССР в марте 1936 года. Д. С. Рождественский выступил дважды — с докладом «Анализ спектров и спектральный анализ» и ещё раз при обсуждении доклада А. Ф. Иоффе. С. И. Вавилов в своем докладе «Пути развития Оптического института» уделил особое внимание вопросам взаимодействия ГОИ с промышленными предприятиями и на конкретных примерах показал необходимость тесной связи науки и производства. Он говорил: «Неразрывная линия от глубоко научных до технических проблем, связывающая загадки квантовой электродинамики с трудностями в технологии шамотного горшка, в котором плавится оптическое стекло, — эта линия была и должна, по нашему мнению, остаться осью Оптического института». Сессия в основном подтвердила правильность выбранного ГОИ пути развития и, в отличие от ФТИ, его ориентацию на нужды промышленности. Заслушав доклады и достаточно бурную полемику между руководителями ГОИ и ФТИ, большинство участников сессии поддержали научную деятельность ГОИ и его усилия по развитию оптико-механической промышленности. Работы ФТИ в области теоретической и ядерной физики также были одобрены, но с одновременной критикой того, что было названо в резолюции сессии «неналаженностью правильных отношений между физической наукой и практикой народного хозяйства».
Тем не менее, С. И. Вавилову приходилось затрачивать много усилий для поддержания оптимального соотношения между объёмом фундаментальных и прикладных работ, а также отраслевой деятельностью института. В своем докладе «О формах связи ГОИ с заводскими лабораториями» на конференции сотрудников института и заводских лабораторий в декабре 1937 года он сформулировал конкретные формы связи ГОИ с промышленностью. Главные из них сводились к следующему: совместная подготовка планов научно-исследовательских работ, совместное выполнение сложных комплексных работ, активное внедрение результатов работ ГОИ в производство через заводские лаборатории, подготовка в ГОИ кадров для работы в промышленности, контроль в ГОИ качества продукции оптических предприятий. К концу 1930-х годов доля работ ГОИ, связанных с промышленностью, непрерывно возрастала и составила свыше 90 %, что привело к определённым отрицательным последствиям — сокращению части научных направлений и, соответственно, уходу из института ряда ведущих учёных — Д. С. Рождественского с группой сотрудников, С. Э. Фриша, В. А. Фока с группой сотрудников, Т. П. Кравца, К. К. Баумгарта и других. Но и при таком повышенном внимании к нуждам производства исследовательская работа в ГОИ продолжалась достаточно результативно, о чём свидетельствует, в частности, содержание сборника статей, изданного к двадцатилетию ГОИ, а наступившие вскоре военные годы показали, что эта политика руководства института и отрасли была в значительной мере оправданной.

### Научная деятельность
Собственные научные интересы С. И. Вавилова были связаны прежде всего с люминесценцией. Одновременно с научным руководством ГОИ он возглавил организованную незадолго до этого по предложению Д. С. Рождественского лабораторию люминесцентного анализа (по аналогии с термином «спектральный анализ» этим подчеркивался прикладной характер будущих исследований). Были начаты работы по исследованию процессов тушения люминесценции, поляризации фотолюминесценции растворов красителей, люминесценции молекул в различных агрегатных состояниях вещества, ультрафиолетовой и хемилюминесценции. Многие из этих исследований нашли впоследствии применение для решения задач военного времени — люминесцентные методы светомаскировки, подсветки шкал военных приборов, сортировки оптического стекла, и в послевоенный период — во многом благодаря усилиям С. И. Вавилова стали широко внедряться люминесцентные источники света. В 1951 году он был удостоен (уже посмертно) вместе с группой ближайших сотрудников Сталинской премии второй степени за работы по созданию люминесцентных ламп.
Вместе с тем, по инициативе С. И. Вавилова в ГОИ был начат целый ряд работ, довольно далёких от люминесценции. В 1934 году им была организована и работала до 1937 года оптическая группа в составе комплексной Эльбрусской экспедиции Академии наук СССР, состоящая в основном из сотрудников ГОИ, по изучению оптических свойств атмосферы и стратосферы. Весной 1934 г. в Ленинграде была проведена Всесоюзная конференция по изучению стратосферы, в организации которой участвовали С. И. Вавилов и Д. С. Рождественский, а среди многочисленных докладчиков значился С. П. Королёв. В 1936 году по инициативе С. И. Вавилова были начаты работы по дихроичным средам, результатом которых стало создание отечественных поляризационных светофильтров. В 1939—1940 годах, во время «зимней войны» проведены исследования по демаскировке на снегу, в основу которых были положены различия спектральных характеристик снега и маскировочных материалов в ультрафиолетовой области спектра. Большое значение имело повседневное участие С. И. Вавилова в работах по развитию методов расчёта, оценке аберраций и созданию широкоугольных светосильных фотографических систем различного назначения. В 1939 году он был награждён орденом Трудового Красного Знамени «за выполнение правительственных заданий по освоению новых образцов вооружения и укреплению боевой мощи Красной Армии и Военно-Морского Флота».
Особое внимание С. И. Вавилова привлекали ведущиеся в ГОИ исследования в области физиологической оптики, фотометрии и светотехники. Интерес к проблемам, связанным со зрительным восприятием света, неизменно сопутствовал работам С. И. Вавилова и был основой полученных им наглядных доказательств дискретной природы света и нелинейных явлений при его поглощении. Эти работы С. И. Вавилова были удостоены в 1943 году Сталинской премии второй степени. В 1944 году под его руководством при АН СССР была создана комиссия по физиологической оптике.
Существенный вклад С. И. Вавилов внёс в создание первых отечественных электронных микроскопов. Академик А. А. Лебедев писал в своих воспоминаниях: «Характерным примером того, как он настойчиво и в то же время терпеливо добивался проведения в ГОИ работ, которые считал важными и перспективными, может служить его отношение к созданию советских электронных микроскопов. Он сумел правильно оценить значение этого нового направления в микроскопии ещё тогда, когда результаты, получавшиеся при помощи ещё очень несовершенных приборов, были значительно ниже получаемых с применением обычных оптических микроскопов. <…> Положение с этой работой стало особенно трудным в период Отечественной войны. Только благодаря постоянной поддержке со стороны Сергея Ивановича, благодаря настойчивости, с которой он отстаивал необходимость продолжения работы в эти трудные военные годы, она не была свернута и мы смогли сразу после окончания войны выпустить небольшую серию первых советских микроскопов, не уступающих по своим качествам иностранным образцам».

### Годы Великой Отечественной войны
Сложная международная обстановка конца 1930-х годов и перевод ГОИ в 1936 году в систему Наркомата оборонной промышленности (с 1939 года — Наркомат вооружения СССР) объясняли значительный объём работ института в интересах укрепления обороноспособности страны. Совершенствовалась технология производства, наращивался выпуск оптического стекла различных марок. Одновременно создавались фундаментальные труды по расчету оптических систем, по теории погрешностей измерительных приборов, по методам сборки и юстировки сложных приборов. В результате при активном участии ГОИ в предвоенные годы в отрасли был разработан и налажен выпуск оптических приборов для всех родов войск — прицелов для стрелкового оружия, миномётов, зенитных пушек, авиационной и морской техники, танковых прицелов и панорам, артиллерийских буссолей и угломерных приборов, средств инструментальной разведки — стереотруб, дальномеров, перископов, фотоаппаратов для детальной воздушной и ночной разведки.
С началом Великой Отечественной войны основной состав ГОИ численностью около 1000 человек, за исключением небольшой, около 100 чел. группы сотрудников, был эвакуирован в Йошкар-Олу Марийской АССР вместе с лабораторным и производственным оборудованием. В эти годы деятельность и личная жизнь С. И. Вавилова существенно осложнились. С большими трудностями были связаны частые поездки в Казань, куда был эвакуирован возглавляемый им Физический институт АН СССР. Трудные бытовые условия, переезды в холодных переполненных вагонах неблагоприятно отражались на и без того не слишком крепком здоровье С. И. Вавилова. Серьёзные переживания были связаны с судьбой сына Виктора, служившего в осаждённом Ленинграде, и особенно брата, Николая Ивановича Вавилова, арестованного в 1940 году и умершего в саратовской тюрьме в 1943 году.
Под научным руководством и при непосредственном участии С. И. Вавилова учёные ГОИ подчинили всю свою деятельность нуждам фронта. В программной статье «На новом этапе», опубликованной в газете ГОИ осенью 1941 года, он писал: «Нам дана полная возможность в новых условиях продолжать работу, и не требуется доказательств и разъяснений, что эта работа должна быть полностью направлена на помощь Красной Армии и оборонной промышленности. Мы пересмотрели план работ и будем его и в дальнейшем пересматривать в зависимости от обстановки, стремясь возможно ближе и непосредственнее привести его к решению неотложных требований фронта».
По прибытии ГОИ в Йошкар-Олу были проведены мероприятия по частичному объединению существующих и организации новых лабораторий и отделов. Руководителями подразделений института в годы войны были академики С. И. Вавилов, И. В. Гребенщиков, А. А. Лебедев, В. П. Линник, А. Н. Теренин, члены-корреспонденты АН СССР Д. Д. Максутов и А. И. Тудоровский, профессора В. В. Варгин, Л. Н. Гассовский, А. А. Гершун, М. М. Гуревич, К. Г. Куманин, Е. Н. Царевский и другие ведущие учёные. Их личная научная деятельность и в первую очередь самого С. И. Вавилова позволяла, наряду с преобладающими оборонными заказами, вести исследовательскую работу, что обеспечивало необходимый задел и высокий научный уровень разработок.
В лаборатории люминесцентного анализа продолжались разработки и внедрение методов световой маскировки, устройств подсветки шкал военных приборов, светящихся составов для нанесения надписей и указателей, позволяющих ориентироваться в темноте. В лаборатории прикладной физической оптики разрабатывались импульсные световые дальномеры, создан магнитный сепаратор для очистки песка от примесей железа и хрома, наличие которых не позволяло получать высококачественное оптическое стекло. Создана установка для изучения быстропротекающих процессов, таких, как разрушение брони снарядом. Построенный в 1942—1943 годах макет электронного микроскопа имел 20 000-кратное увеличение и разрешение 150 Å. В оптотехнической лаборатории разработаны методы и приборы для контроля прямолинейности плоских и цилиндрических поверхностей длиной до 5 м и внутренних размеров свыше 75 мм (пушечных стволов). В лаборатории научной фотографии были разработаны фотокамеры для наземной и воздушной разведки, высокоразрешающие фотоплёнки, светофильтры и объективы для фотообнаружения замаскированных объектов противника, неразличимых визуально. Лабораторией спектрального анализа обследовались боевые отравляющие вещества и были предложены методы количественного анализа составов цветных сплавов. В светотехнической лаборатории были разработаны требования к увеличению, светосиле и другим характеристикам оптических приборов в зависимости от зрительных задач. Созданные методы и устройства светомаскировки, демаскировки и скрытного освещения описаны в книге А. А. Гершуна «Принципы и приёмы световой маскировки», вышедшей в 1943 году.
В области создания оптических материалов были проведены работы по ускорению процессов варки и обработки оптического стекла, созданию новых стёкол, в том числе специальных «чёрных», которые обеспечивали видение в темноте без демаскировки наблюдателя, разработаны и внедрены на заводах отрасли одно- и двухслойные просветляющие покрытия оптических деталей. Большой объём работ в годы войны был выполнен вычислительным отделом по расчёту длиннофокусных и светосильных объективов для аэросъёмки и телеобъективов для наземной фотосъёмки далёких объектов. Особо длиннофокусные (1,5 и 3 м) и в то же время компактные объективы были созданы на основе изобретённой Д. Д. Максутовым в августе 1941 года менисковой схемы. Большую помощь научным лабораториям оказывал экспериментально-производственный отдел института, воплощая «в стекле и металле» новые разработки. В течение 1942—1944 годов было изготовлено свыше 4,5 тыс. приборов 320 наименований.
В 1943 году Вавилов был назначен уполномоченным Государственного Комитета Обороны (ГКО) по развитию и координации научной работы в области инфракрасной техники. Ставилась задача разработать и наладить выпуск приборов ночного видения (ПНВ). Первые образцы ПНВ ещё до конца ВОВ были продемонстрированы С. И. Вавиловым Д. Ф. Устинову, Г. М. Маленкову и В. Н. Новикову. Эта работа продолжилась и после окончания войны — в 1946 году по инициативе Вавилова был создан специализированный научный центр электронной оптики и инфракрасной техники, ныне носящий имя АО "НПО «Орион».
Подтверждением достойного вклада учёных ГОИ в победу над врагом стало награждение института в 1943 году орденом Ленина, многочисленные государственные награды сотрудников. В статье «Советская оптика на службе фронту» («Известия» от 17 декабря 1943 года) говорилось: «Решая основные теоретические вопросы оптики, ведя исследования в различных областях физической оптики, конструкций оптических приборов, технологии оптического стекла и оптических деталей, сборки и юстировки приборов, институт дал много нового, важного и ценного, особенно в дни Отечественной войны, для укрепления боевой техники Красной Армии». С. И. Вавилов был награждён орденом Ленина «за успешную работу по развитию отечественной оптико-механической промышленности, выполнение заданий правительства по разработке новых образцов оптических приборов и научные достижения в области оптики». Сталинские премии в 1941—1946 годах получили 29 сотрудников ГОИ, в том числе С. И. Вавилов, Д. Д. Максутов, Г. Г. Слюсарев и А. И. Тудоровский — дважды. При участии С. И. Вавилова как научного руководителя ГОИ сотрудниками института были подготовлены и успешно защищены кандидатские и докторские диссертации (в 1943 году — 1, в 1944 — 22, в 1945 — 5).
Но даже в этот тяжелейший период, предельно загруженный делами, С. И. Вавилов находил время для литературной работы. Под его редакцией (совместно с М. В. Севастьяновой) было подготовлено 2-е издание книги «Оптика в военном деле» (всего вышло три издания — в 1934, 1945 и 1948 гг.) и «Справочник по военной оптике», изданный в 1946 году. В связи с 300-летием со дня рождения Исаака Ньютона, отмечавшимся в январе 1943 года, написаны его научная биография (два издания — в 1943 и 1945 годах) и исследование «Эфир, свет и вещество в физике Ньютона», переведены с латинского «Лекции по оптике» — первый полный перевод этого забытого на родине учёного сочинения Ньютона на «живой» язык. Ещё одну серьёзную историческую работу С. И. Вавилов написал в связи с 300-летней годовщиной со дня смерти Галилея («Галилей в истории оптики», 1943 г.).
Работа ГОИ в Йошкар-Оле закончилась в апреле 1945 года. Из приказа Наркома Вооружения Д. Ф. Устинова от 28 марта 1945 года:
«Директору т. Чехматаеву реэвакуировать в апреле 1945 г. Государственный оптический институт из г. Йошкар-Ола в г. Ленинград». 13 мая 1945 года эшелон с сотрудниками и оборудованием прибыл в Ленинград.

### Послевоенное время
Уже в конце войны С. И. Вавилов не раз высказывал свои взгляды на дальнейшее развитие ГОИ. Он утверждал, что сила института заключается в его комплексности, в возможности решать сложные задачи совместными усилиями специалистов различных лабораторий. Изолированность лабораторий, их разобщённость и узкое ограничение тематики он считал недопустимым (Из выступления на Учёном Совете ГОИ 25 апреля 1944 года). Отрицательно С. И. Вавилов относился и к делению науки на «большую» и «малую». Возражая академику П. Л. Капице, он писал: «Прежде всего можно делить науку на „большую“ и „малую“ только post factum, а не ante factum. Скромная и специальная по плану научная работа иной раз, post factum, оказывается производящей переворот в науке; случается, однако, и обратное, то есть работа, предпринятая с грандиозными намерениями, не даёт ничего. <…> Оптический институт никогда не делил свою науку на большую и малую и с этой точки зрения является очевидным экспериментальным опровержением классификации П. Л. Капицы. Один и тот же институт занимался строением атомов и разработкой полировальных паст, не предрешая заранее, что отсюда войдёт в „большую науку“. Post factum мы знаем, что в неё вошло и то, и другое».
В июне 1945 года С. И. Вавилов принял участие в юбилейной сессии Академии наук СССР, посвящённой 220-летию Академии. В числе ряда академиков и членов-корреспондентов АН СССР он был награждён орденом Ленина «за выдающиеся научные достижения, имевшие большое значение в деле разгрома гитлеровской Германии». 17 июля 1945 года С. И. Вавилов был избран президентом Академии наук СССР, в связи с чем он сложил с себя обязанности научного руководителя ГОИ. Переехав в 1946 году в Москву, он сохранил за собой руководство лабораторией люминесценции и регулярно, 1 — 2 раза в месяц приезжал на несколько дней в Ленинград, в ГОИ, где подробно знакомился с работой сотрудников, проводил семинары, участвовал в совещаниях и заседаниях научно-технического совета института. Существенное влияние С. И. Вавилова на научную деятельность ГОИ продолжалось вплоть до его безвременной кончины в 1951 году.

## Заключение
Одной из главных заслуг С. И. Вавилова во время работы в ГОИ являлось его умение, несмотря на все сложности, поддерживать высокий научно-организационный уровень деятельности института. Оценка работы каждого сотрудника по существу полученных результатов сочеталась в нём с высокой требовательностью к планированию научных исследований. Многие из принципов организации науки в ГОИ, которые С. И. Вавилов выработал за время работы в институте, оказали существенное влияние на всю дальнейшую деятельность предприятий оптической промышленности и головной научной организации отрасли — Государственного оптического института. Во многом благодаря следованию этим принципам, а также пониманию руководством Министерства оборонной промышленности роли и значения оптических приборов, материалов и технологий для обеспечения военных и гражданских потребностей государства, в послевоенные годы в Советском Союзе была создана мощная оптико-электронная отрасль из НИИ, КБ и производственных предприятий.
Характеризуя личность С. И. Вавилова, Дж. Бернал писал:

Вавилову как человеку было свойственно спокойное и сдержанное достоинство. Он руководил без навязывания, отличаясь здравостью суждений и цельностью своего характера. Его смерть во время работы была вызвана, по всей вероятности, переутомлением; однако его вклад на пользу страны уже более чем превзошёл обычно выпадающий на долю одного человека. Наряду с Ломоносовым его будут считать одним из великих создателей науки в СССР.
Память о С. И. Вавилове — выдающемся советском учёном и организаторе науки увековечена присвоением в 1951 году его имени Государственному оптическому институту, Институту физических проблем АН СССР и в 1991 году Институту истории естествознания и техники РАН, установлением мемориальных досок на зданиях Государственного оптического института и Физического института имени П. Н. Лебедева, изданием в 1952—1956 годах 4-томного собрания сочинений, учреждением Академией наук СССР Золотой медали имени С. И. Вавилова, присвоением его имени двум научно-исследовательским судам Академии наук СССР. 24 марта 1971 года перед зданием ГОИ был открыт памятник Сергею Ивановичу Вавилову.